# Поляхівська волость
Поляхівська волость — історична адміністративно-територіальна одиниця Заславського повіту Волинської губернії з центром у селі Поляхове. Наприкінці ХІХ ст. волость було ліквідовано, більшість поселень увійшли до складу Тернавської волості, села Кузьминці та Поляхова - до складу Білогородської волості.
Станом на 1886 рік складалася з 9 поселень, 8 сільських громад. Населення — 7267 осіб (3662 чоловічої статі та 3605 — жіночої), 860 дворових господарства.
|                     | Площа, десятин | У тому числі орної, десятин |
| ------------------- | -------------- | --------------------------- |
| Сільських громад    | 8220           | 6509                        |
| Приватної власності | 3366           | 2631                        |
| Іншої власності     | 311            | 243                         |
| Загалом             | 11897          | 9383                        |

Основні поселення волості:
- Поляхове — колишнє власницьке село, 942 особи, 157 дворів; волосне правління (34 версти від повітового міста), православна церква, школа, 2 постоялих будинки, 3 лавки, водяний млин, вітряк.
- Криворудка — колишнє власницьке село при річці Хомора, 753 особи, 94 двори, православна церква, каплиця, школа, постоялий будинок, водяний млин.
- Кузьминці — колишнє власницьке село при річці Хомора, 736 осіб, 82 двори, православна церква, каплиця, школа, постоялий будинок, 2 вітряки.
- Кучманівка — колишнє власницьке село, 552 особи, 90 дворів, православна церква, школа, постоялий будинок, вітряк.
- Ледянка — колишнє державне село, 927 осіб, 118 дворів, православна церква, каплиця, школа, постоялий будинок, 4 вітряки.
- Польова Волиця — колишнє державне село, 1190 осіб, 152 двори, 2 православних церкви, каплиця, школа, постоялий будинок, вітряк.
- Трусилівка — колишнє власницьке село, 389 осіб, 69 дворів, православна церква, постоялий будинок, вітряк.
- Шарлаївка — колишнє державне село, 924 особи, 96 дворів, 2 православних церкви, школа, постоялий будинок, вітряк.